# Ve sầu nhảy
Ve sầu nhảy tên khoa học là cercopidae hay còn gọi là bọ nước bọt hoặc ve sầu bọt là một loài phong phú về số lượng thuộc loài côn trùng. Chúng có khả năng bật cao gấp 100 lần cơ thể.

## Đặc điểm
Chỉ dài 6 mm với dôi chân ngắn có cơ thể nhìn có vẻ nặng nề,ve sầu nhảy(bọ nước bọt) chúng có thể nhảy cao 70 cm nhờ vào kỷ năng đặc bệt này chúng nhanh chóng chạy thoát khỏi kẻ thù.
Hai chân sau cùng dành cho việc nhảy trên cây trong lúc di chuyển giữa các tán lá cây chúng kéo lê cặp chân này như bộ phận thừa.Nhưng khi di chuyển xa chúng dồn toàn bộ trọng lượng cơ thể vào 2 chân sau cùng tạo thành lực nén lớn giúp chúng có thể bật nhảy cao.
Ve sầu bọt chúng luôn ở tư thế sẵn sàng để nhanh lẹ nhảy ngay lập tức.

## Cấu tạo
Cặp chân của ve sầu nhảy chúng được cấu tạo bởi một lớp biểu bì cứng và resilin (một loại protein có tính đàn hồi như cao su).do đó 2 chân giống như một cây cung tạo lực nén đủ để đẩy vật gấp 400 lần khối lượng cơ thể chúng.
Được cấu tạo từ chất cứng và chất đàn hồi nên chúng không bị tổn thương nếu chúng uốn cong chân trong một thời gian dài.Chúng có thể nhảy tức thì và ngay lập tức mà không sợ bị tổn thương hay kiệt sức.

## Giai đoạn ấu trùng
Ve sầu nhảy được gọi là bọ nước bọt vì khi ở giai đoạn nhộng chúng tiết ra một lớp nhựa sủi bọt để bảo vệ và ngụy trang trước kẻ thù.Bởi vì,khi còn nhỏ chúng chưa có protein đàn hồi nên không thể nhảy và khả năng này chỉ xuất hiện khi chúng trưởng thành.

## Ngụy trang
Phần trên cơ thể phát triển thêm thành những dạng rất đặc biệt giống lá cây, hạt cây, thậm chí giống kiến. Phần phụ đặc biệt này không có ở bất kỳ nhóm côn trùng nào khác.
Theo các nhà khoa học, ở thời kỳ đầu tiến hóa, mặt lưng của côn trùng được phủ bởi những phần phụ dạng vây, giúp chúng dễ dàng bơi lội trong nước.
Qua 250 triệu năm tiến hóa, côn trùng mới có được hai đôi cánh như hiện nay ở đốt ngực thứ hai và thứ ba. Ở đốt ngực thứ nhất không có đôi cánh nào là do gen hox hoạt động kìm hãm sự mọc cánh.
Riêng với ve sầu nhảy, gen hox vẫn hiện diện nhưng theo các nhà khoa học, nó có thể đã biến đổi nên cánh vẫn mọc tạo nên phần phụ kỳ lạ, được cho là "đôi cánh thứ ba".